# Preis der Leipziger Buchmesse/Übersetzung

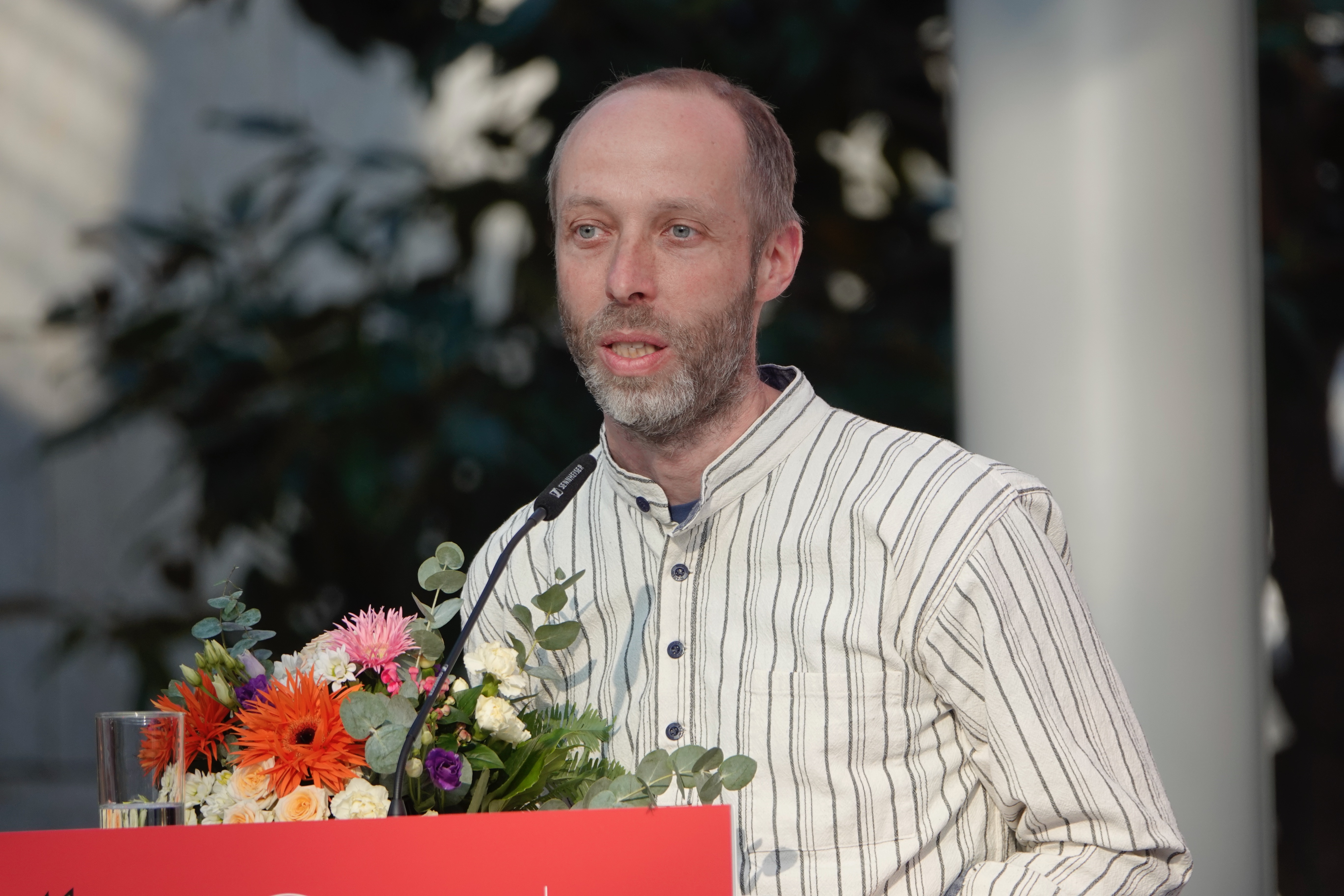
Dankesrede Thomas Weiler beim Preis der Leipziger Buchmesse 2025

Gewinner und nominierte Autoren für den Preis der Leipziger Buchmesse in der Kategorie Übersetzung. Die Auszeichnung wird seit 2005 im Rahmen der Leipziger Buchmesse vergeben und schließt sowohl Erst- als auch Neuübersetzungen in die deutsche Sprache mit ein. Der Preis ist mit 15.000 Euro für den prämierten Übersetzer oder die prämierte Übersetzerin dotiert, wobei zusätzlich je 1000 Euro Preisgeld auf die Nominierten entfallen (Stand: 2019).

## Preisträger
Am häufigsten ausgezeichnet wurden Übersetzer mit deutscher Staatsangehörigkeit (14 Siege), gefolgt von der Schweiz (zwei Erfolge). Bisher konnte kein Übersetzer den Preis mehr als einmal gewinnen. Die meisten Nominierungen erhielt Maralde Meyer-Minnemann (2005, 2011, 2013), ihre Übersetzungen blieben aber unprämiert.
Die Verlage mit den meisten Preisträgern sind Ammann und Suhrkamp (je drei Siege). Mit sechs Ehrungen am häufigsten ausgezeichnet wurden Übersetzungen aus der englischen Sprache.

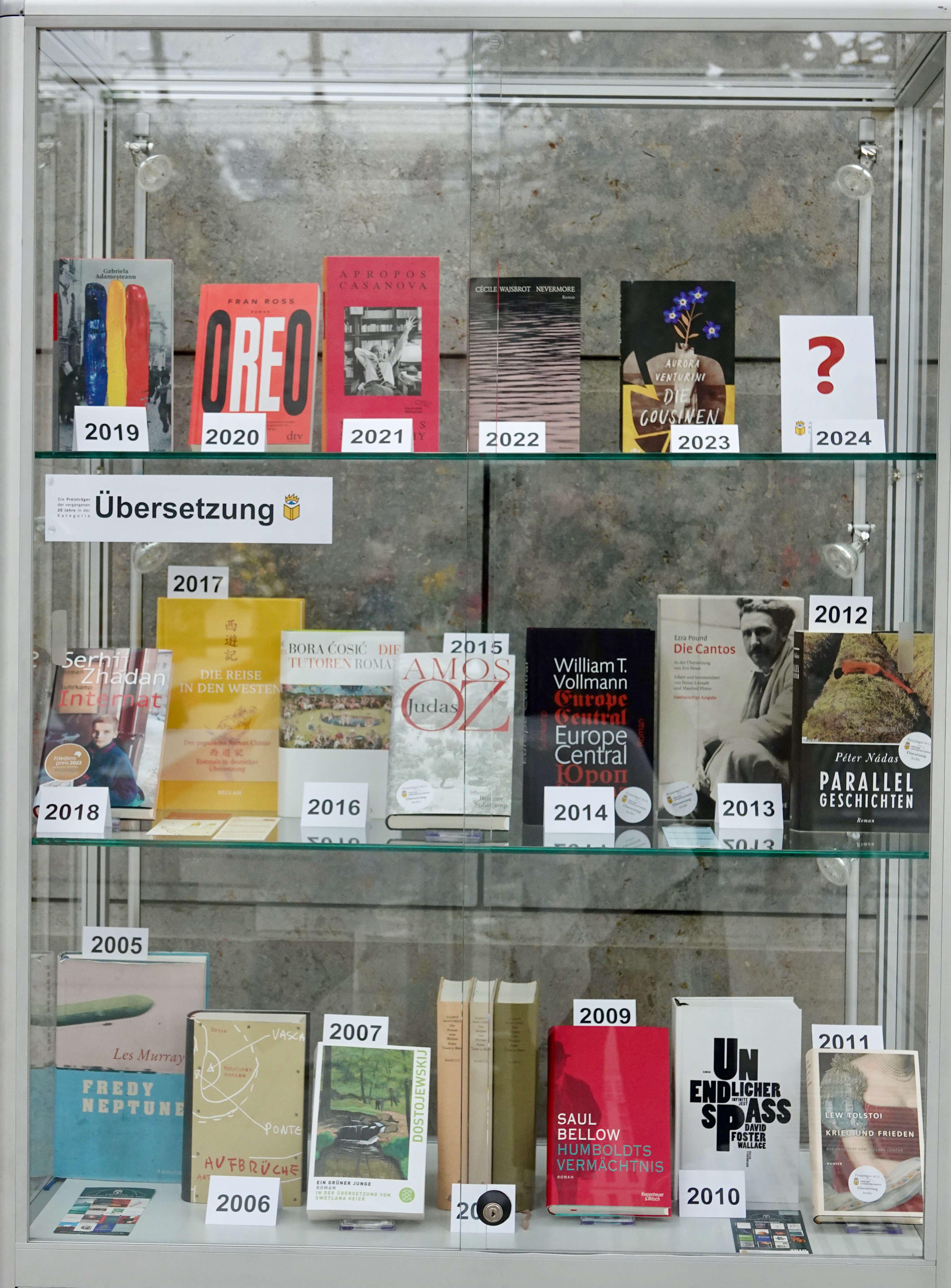
Gewinnertitel Übersetzung 2005–2023

| Jahr | Preisträger/-in                     | Übersetztes Werk (Originaltitel, Autor) | Sprache                 | Verlag                         |
| ---- | ----------------------------------- | --- | ----------------------- | ------------------------------ |
| 2005 | Thomas Eichhorn                     | Fredy Neptune (Fredy Neptune, Les Murray)                                                                                                   | Englisch                | Ammann                         |
| 2005 | Marcus Ingendaay                    | Der Besen im System (The Broom of the System, David Foster Wallace)                                                                         | Englisch                | Kiepenheuer & Witsch           |
| 2005 | Klaus Laabs                         | Inferno (Oppiano Licario, José Lezama Lima)                                                                                                 | Spanisch                | Ammann                         |
| 2005 | Maralde Meyer-Minnemann             | Elefantengedächtnis (Memória de elefante, António Lobo Antunes)                                                                             | Portugiesisch           | Luchterhand                    |
| 2005 | Eva Moldenhauer                     | Das Gras (L’Herbe, Claude Simon) | Französisch             | DuMont                         |
| 2006 | Ragni Maria Gschwend                | Aufbrüche (Gli esordi, Antonio Moresco) | Italienisch             | Ammann                         |
| 2006 | Inés Koebel                         | Ricardo Reis. Poesie (Poesia, Fernando Pessoa)                                                                                              | Portugiesisch           | Ammann                         |
| 2006 | Thomas Melle                        | Huren für Gloria (Whores for Gloria, William T. Vollmann)                                                                                   | Englisch                | Suhrkamp                       |
| 2006 | Agnes Relle                         | Die Ruhe (A nyugalom, Attila Bartis) | Ungarisch               | Suhrkamp                       |
| 2006 | Peter Urban                         | Moskau–Petuški (Москва — Петушки, Wenedikt Jerofejew)                                                                                       | Russisch                | Kein & Aber                    |
| 2007 | Swetlana Geier                      | Ein grüner Junge (Подросток, Fjodor Dostojewski)                                                                                            | Russisch                | Ammann                         |
| 2007 | Gunhild Kübler                      | Gedichte (Poems, Emily Dickinson) | Englisch                | Hanser                         |
| 2007 | Rainer G. Schmidt                   | Clarel. Ein Gedicht und eine Pilgerreise ins Heilige Land (Clarel, Herman Melville)                                                         | Englisch                | Jung und Jung                  |
| 2007 | Hinrich Schmidt-Henkel              | Ravel (Ravel, Jean Echenoz) | Französisch             | Berlin Verlag                  |
| 2007 | Andreas Tretner                     | Das heilige Buch der Werwölfe (Священная книга оборотня, Wiktor Pelewin)                                                                    | Russisch                | Luchterhand                    |
| 2008 | Fritz Vogelgsang                    | Roman vom Weißen Ritter Tirant lo Blanc (Tirant lo Blanc, Joanot Martorell)                                                                 | Altkatalanisch          | S. Fischer                     |
| 2008 | Elisabeth Edl                       | Die Kartause von Parma (La Chartreuse de Parme, Stendhal)                                                                                   | Französisch             | Hanser                         |
| 2008 | Frank Heibert                       | Die Lage des Landes (The Lay of the Land, Richard Ford)                                                                                     | Englisch                | Berlin Verlag                  |
| 2008 | Gabriele Leupold                    | Durch den Schnee. Erzählungen aus Kolyma 1 (Kolymskie rasskazy, Warlam Schalamow)                                                           | Russisch                | Matthes & Seitz                |
| 2008 | Kurt Steinmann                      | Die Odyssee (ἡ Ὀδύσσεια, Homer) | Altgriechisch           | Manesse                        |
| 2009 | Eike Schönfeld                      | Humboldts Vermächtnis (Humboldt’s Gift, Saul Bellow)                                                                                        | Englisch                | Kiepenheuer & Witsch           |
| 2009 | Michael Kellner                     | Naked Lunch (Naked Lunch, William S. Burroughs)                                                                                             | Englisch                | Nagel & Kimche                 |
| 2009 | Esther Kinsky                       | Unrast (Bieguni, Olga Tokarczuk) | Polnisch                | Schöffling & Co.               |
| 2009 | Susanne Lange                       | Don Quijote von der Mancha (Don Quixote, Miguel de Cervantes)                                                                               | Spanisch                | Hanser                         |
| 2009 | Hans-Christian Oeser                | Der Morgen nach dem großen Feuer (The Springs of Affection, Maeve Brennan)                                                                  | Englisch                | Steidl                         |
| 2010 | Ulrich Blumenbach                   | Unendlicher Spaß (Infinite Jest, David Foster Wallace)                                                                                      | Englisch                | Kiepenheuer & Witsch           |
| 2010 | Christian Hansen                    | 2666 (2666, Roberto Bolaño) | Spanisch                | Hanser                         |
| 2010 | Grete Osterwald                     | Waltenberg (Waltenberg, Hédi Kaddour) | Französisch             | Eichborn                       |
| 2010 | Rosemarie Tietze                    | Anna Karenina (Анна Каренина, Lew Tolstoi)                                                                                                  | Russisch                | Hanser                         |
| 2010 | Hubert Witt                         | Wilner Getto 1941-1944: Gesänge vom Meer des Todes (Wilner geto 1941–1944, Abraham Sutzkever)                                               | Jiddisch                | Ammann                         |
| 2011 | Barbara Conrad                      | Krieg und Frieden (Война и мир, Lew Tolstoi)                                                                                                | Russisch                | Hanser                         |
| 2011 | Ralph Dutli                         | Fatrasien. Absurde Poesie des Mittelalters (Anonymus)                                                                                       | Altfranzösisch          | Wallstein                      |
| 2011 | Maralde Meyer-Minnemann             | Mein Name ist Legion (O Meu Nome é Legião, António Lobo Antunes)                                                                            | Portugiesisch           | Luchterhand                    |
| 2011 | Terézia Mora                        | Ein Produktionsroman (zwei Produktionsromane) (Termelési regény, Péter Esterházy)                                                           | Ungarisch               | Berlin Verlag                  |
| 2011 | Dagmar Ploetz                       | Unter dieser furchterregenden Sonne (Bajo este sol tremendo, Carlos Busqued)                                                                | Spanisch                | Antje Kunstmann Verlag         |
| 2012 | Christina Viragh                    | Parallelgeschichten (Párhuzamos történetek, Péter Nádas)                                                                                    | Ungarisch               | Rowohlt                        |
| 2012 | Thomas Frahm                        | Feuerköpfe (Изходът, Wladimir Sarew) | Bulgarisch              | Deuticke                       |
| 2012 | Hans Pleschinski                    | Nie war es herrlicher zu leben: Das geheime Tagebuch des Herzogs von Croÿ 1718–1784 (Mémoires de ma vie, Emmanuel von Croÿ)                 | Französisch             | C.H.Beck                       |
| 2012 | Nikolaus Stingl                     | Der Tunnel (The Tunnel, William Gass) | Englisch                | Rowohlt                        |
| 2012 | Caroline Vollmann                   | Mademoiselle de Maupin (Mademoiselle de Maupin, Théophile Gautier)                                                                          | Französisch             | Manesse                        |
| 2013 | Eva Hesse                           | Die Cantos (The Cantos, Ezra Pound) | Englisch                | Arche Verlag                   |
| 2013 | Maralde Meyer-Minnemann             | Der Archipel der Schlaflosigkeit (O Arquipélago da Insónia, António Lobo Antunes)                                                           | Portugiesisch           | Luchterhand                    |
| 2013 | Alexander Nitzberg                  | Meister und Margarita (Михаил Афанасьевич Булгаков, Michail Bulgakow)                                                                       | Russisch                | Galiani                        |
| 2013 | Claudia Ott                         | 101 Nacht (Kitāb fīhi ḥadīṯ mi ̕at layla wa-layla, Anonymus)                                                                                 | Arabisch                | Manesse                        |
| 2013 | Andreas Tretner                     | Briefsteller (Письмовник, Michail Schischkin)                                                                                               | Russisch                | DVA                            |
| 2014 | Robin Detje                         | Europe Central (Europe Central, William T. Vollmann)                                                                                        | Englisch                | Suhrkamp                       |
| 2014 | Paul Berf                           | Spielen (Min kamp, Karl Ove Knausgård) | Norwegisch              | Luchterhand                    |
| 2014 | Ursula Gräfe                        | Die Pilgerjahre des farblosen Herrn Tazaki (色彩を持たない多崎つくると、彼の巡礼の年, Haruki Murakami)                                      | Japanisch               | DuMont                         |
| 2014 | Hinrich Schmidt-Henkel              | Jacques der Fatalist und sein Herr (Jacques le fataliste et son maître, Denis Diderot)                                                      | Französisch             | Matthes & Seitz                |
| 2014 | Ernest Wichner                      | Buch des Flüsterns (Cartea şoaptelor, Varujan Vosganian)                                                                                    | Rumänisch               | Zsolnay                        |
| 2015 | Mirjam Pressler                     | Judas (הבשורה על פי יהודה, Amos Oz) | Hebräisch               | Suhrkamp                       |
| 2015 | Klaus Binder                        | Über die Natur der Dinge (De rerum natura, Lukrez)                                                                                          | Latein                  | Galiani                        |
| 2015 | Elisabeth Edl                       | Gräser der Nacht (L’Herbe des nuits, Patrick Modiano)                                                                                       | Französisch             | Hanser                         |
| 2015 | Moshe Kahn                          | Horcynus Orca (Horcynus Orca, Stefano D’Arrigo)                                                                                             | Italienisch             | S. Fischer                     |
| 2015 | Thomas Steinfeld                    | Nils Holgerssons wunderbare Reise durch Schweden (Nils Holgerssons underbara resa genom Sverige, Selma Lagerlöf)                            | Schwedisch              | Die Andere Bibliothek          |
| 2016 | Brigitte Döbert                     | Die Tutoren (Tutori, Bora Ćosić) | Serbisch                | Schöffling & Co.               |
| 2016 | Kirsten Brand                       | Flüchtiger Glanz (Incerta Glòria, Joan Sales)                                                                                               | Katalanisch             | Hanser                         |
| 2016 | Claudia Hamm                        | Das Reich Gottes (Le Royaume, Emmanuel Carrère)                                                                                             | Französisch             | Matthes & Seitz                |
| 2016 | Frank Heibert                       | Frank (Let Me Be Frank with You, Richard Ford)                                                                                              | Englisch                | Hanser                         |
| 2016 | Ursula Keller                       | Eine Straße in Moskau (Sivcev Vražek, Michail Ossorgin)                                                                                     | Russisch                | Die Andere Bibliothek          |
| 2017 | Eva Lüdi Kong                       | Die Reise in den Westen (西遊記 / 西游记, Anonymus)                                                                                         | Chinesisch              | Reclam                         |
| 2017 | Holger Fock, Sabine Müller          | Kompass (Boussole, Mathias Énard) | Französisch             | Hanser                         |
| 2017 | Gregor Hens                         | Shark (Shark, Will Self) | Englisch                | Hoffmann und Campe             |
| 2017 | Gabriele Leupold                    | Die Baugrube (Котлован, Andrei Platonow) | Russisch                | Suhrkamp                       |
| 2017 | Petra Strien                        | Die Irrfahrten von Persiles und Sigismunda (Los trabajos de Persiles y Sigismunda, Miguel de Cervantes)                                     | Spanisch                | Die Andere Bibliothek          |
| 2018 | Sabine Stöhr, Juri Durkot           | Internat (Internat, Serhij Schadan) | Ukrainisch              | Suhrkamp                       |
| 2018 | Robin Detje                         | Buch der Zahlen (Book of Numbers, Joshua Cohen)                                                                                             | Englisch                | Schöffling & Co.               |
| 2018 | Olga Radetzkaja                     | Sentimentale Reise (Сентиментальное путешествие, воспоминания, Wiktor Schklowski)                                                           | Russisch                | Die Andere Bibliothek          |
| 2018 | Michael Walter                      | Werkausgabe in 3 Bänden (div., Laurence Sterne)                                                                                             | Englisch                | Galiani                        |
| 2018 | Ernest Wichner                      | Oxenberg und Bernstein (America de peste pogrom, Cătălin Mihuleac)                                                                          | Rumänisch               | Zsolnay                        |
| 2019 | Eva Ruth Wemme                      | Verlorener Morgen (Dimineață pierdută, Gabriela Adameşteanu)                                                                                | Rumänisch               | Die Andere Bibliothek          |
| 2019 | Georg Aescht                        | Der Wald der Gehenkten (Pădurea spânzuraților, Liviu Rebreanu)                                                                              | Rumänisch               | Zsolnay                        |
| 2019 | Susanne Lange                       | Gringo Champ (Campeón gabacho, Aura Xilonen)                                                                                                | Spanisch                | Hanser                         |
| 2019 | Timea Tankó                         | Löwenchor (Oroszlánkórus, György Dragomán)                                                                                                  | Ungarisch               | Suhrkamp                       |
| 2019 | Karin Uttendörfer                   | Tierreich (Règne animal, Jean-Baptiste Del Amo)                                                                                             | Französisch             | Matthes & Seitz                |
| 2020 | Pieke Biermann                      | Oreo (Oreo, Fran Ross) | Englisch                | dtv                            |
| 2020 | Luis Ruby                           | Tagtraum und Trunkenheit einer jungen Frau (Todos os contos, Clarice Lispector)                                                             | Spanisch                | Penguin Verlag                 |
| 2020 | Andreas Tretner                     | Die Sanftmütigen (Krotkite, Angel Igov) | Bulgarisch              | eta Verlag                     |
| 2020 | Melanie Walz                        | Middlemarch (Middlemarch, George Eliot) | Englisch                | Rowohlt                        |
| 2020 | Simon Werle                         | Der Spleen von Paris (Le Spleen de Paris, Charles Baudelaire)                                                                               | Französisch             | Rowohlt                        |
| 2021 | Timea Tankó                         | Apropos Casanova. Das Brevier des Heiligen Orpheus (Széljegyzetek Casanovához, Miklós Szentkuthy)                                           | Ungarisch               | Die Andere Bibliothek          |
| 2021 | Ann Cotten                          | Pippins Tochters Taschentuch (The Hanky of Pippin’s Daughter, Rosmarie Waldrop)                                                             | Englisch                | Suhrkamp                       |
| 2021 | Sonja Finck, Frank Heibert          | Der große Absturz. Stories aus Kitchike (Chroniques de Kitchike. La grande débarque. Nouvelles, Louis-Karl Picard-Sioui)                    | Französisch             | Secession Verlag für Literatur |
| 2021 | Hinrich Schmidt-Henkel              | Die Vögel (Fuglane, Tarjei Vesaas) | Norwegisch              | Guggolz Verlag                 |
| 2021 | Nikolaus Stingl, Dirk van Gunsteren | USA-Trilogie. Der 42. Breitengrad / 1919 / Das große Geld (U.S.A., bestehend aus The 42nd Parallel / 1919 / The Big Money, John Dos Passos) | Englisch                | Rowohlt                        |
| 2022 | Anne Weber                          | Nevermore (Le bruit du temps, Cécile Wajsbrot)                                                                                              | Französisch             | Wallstein                      |
| 2022 | Irmela Hijiya-Kirschnereit          | Dornauszieher. Der fabelhafte Jizō von Sugamo (Togenuki, Hiromi Itō)                                                                        | Japanisch               | Suhrkamp                       |
| 2022 | Stefan Moster                       | Im Saal von Alastalo. Eine Schilderung aus den Schären (Alastalon salissa, Volter Kilpi)                                                    | Finnisch                | mareverlag                     |
| 2022 | Andreas Tretner                     | Wunderkind Erjan (Вундеркинд Ержан, Hamid Ismailov)                                                                                         | Russisch                | Friedenauer Presse             |
| 2022 | Helga van Beuningen                 | Mein kleines Prachttier (Mijn lieve gunsteling, Marieke Lucas Rijneveld)                                                                    | Niederländisch          | Suhrkamp                       |
| 2023 | Johanna Schwering                   | Die Cousinen (Las primas, Aurora Venturini)                                                                                                 | argentinisches Spanisch | dtv                            |
| 2023 | Nicole Nau                          | Das Bett mit dem goldenen Bein. Legende einer Familie (Gulta ar zelta kāju, Zigmunds Skujiņš)                                               | Lettisch                | mareverlag                     |
| 2023 | Brigitte Oleschinski                | Grabtuch aus Schmetterlingen (Lina Atfah)                                                                                                   | Arabisch                | Pendragon                      |
| 2023 | Antje Rávik Strubel                 | Wer hat Bambi getötet? (Vem dödade Bambi?, Monika Fagerholm)                                                                                | Schwedisch              | Residenz Verlag                |
| 2023 | Katharina Triebner-Cabald           | Vertraulichkeiten (Confidences, Max Lobe)                                                                                                   | Französisch             | acono Verlag                   |
| 2024 | Ki-Hyang Lee                        | Der Fluch des Hasen (Jeo ju to kki, Bora Chung)                                                                                             | Koreanisch              | CulturBooks                    |
| 2024 | Klaus Detlef Olof                   | 18 Kilometer bis Ljubljana (Đorđić se vrača, Goran Vojnović)                                                                                | Slowenisch              | Folio                          |
| 2024 | Lisa Palmes                         | Bitternis (Gorzko, gorzko, Joanna Bator) | Polnisch                | Suhrkamp                       |
| 2024 | Jennie Seitz                        | Nimm meinen Schmerz. Geschichten aus dem Krieg (Унеси ты мое горе, Katerina Gordeeva)                                                       | Russisch                | Droemer                        |
| 2024 | Ron Winkler                         | Angefangen mit San Francisco. Gedichte (Lawrence Ferlinghetti)                                                                              | Englisch                | Schöffling                     |
| 2025 | Thomas Weiler                       | Feuerdörfer (Я з вогненнай вёскі..., Ales Adamowitsch, Janka Bryl, Uladsimir Kalesnik)                                                      | Belarussisch            | Aufbau Verlag                  |
| 2025 | Olaf Kühl                           | Kälte (Chołod, Szczepan Twardoch) | Polnisch                | Rowohlt Berlin                 |
| 2025 | Lilian Peter                        | Angst vorm Fliegen (Fear of flying, Erica Jong)                                                                                             | amerikanisches Englisch | Ecco Verlag                    |
| 2025 | Verena von Koskull                  | Die Eisenbahnen Mexikos (Ferrovie del Messico, Gian Marco Griffi)                                                                           | Italienisch             | Claassen                       |
| 2025 | Julia Wolf                          | Umlaufbahnen (Orbital, Samantha Harvey) | Englisch                | dtv                            |